# Maria a’Becket

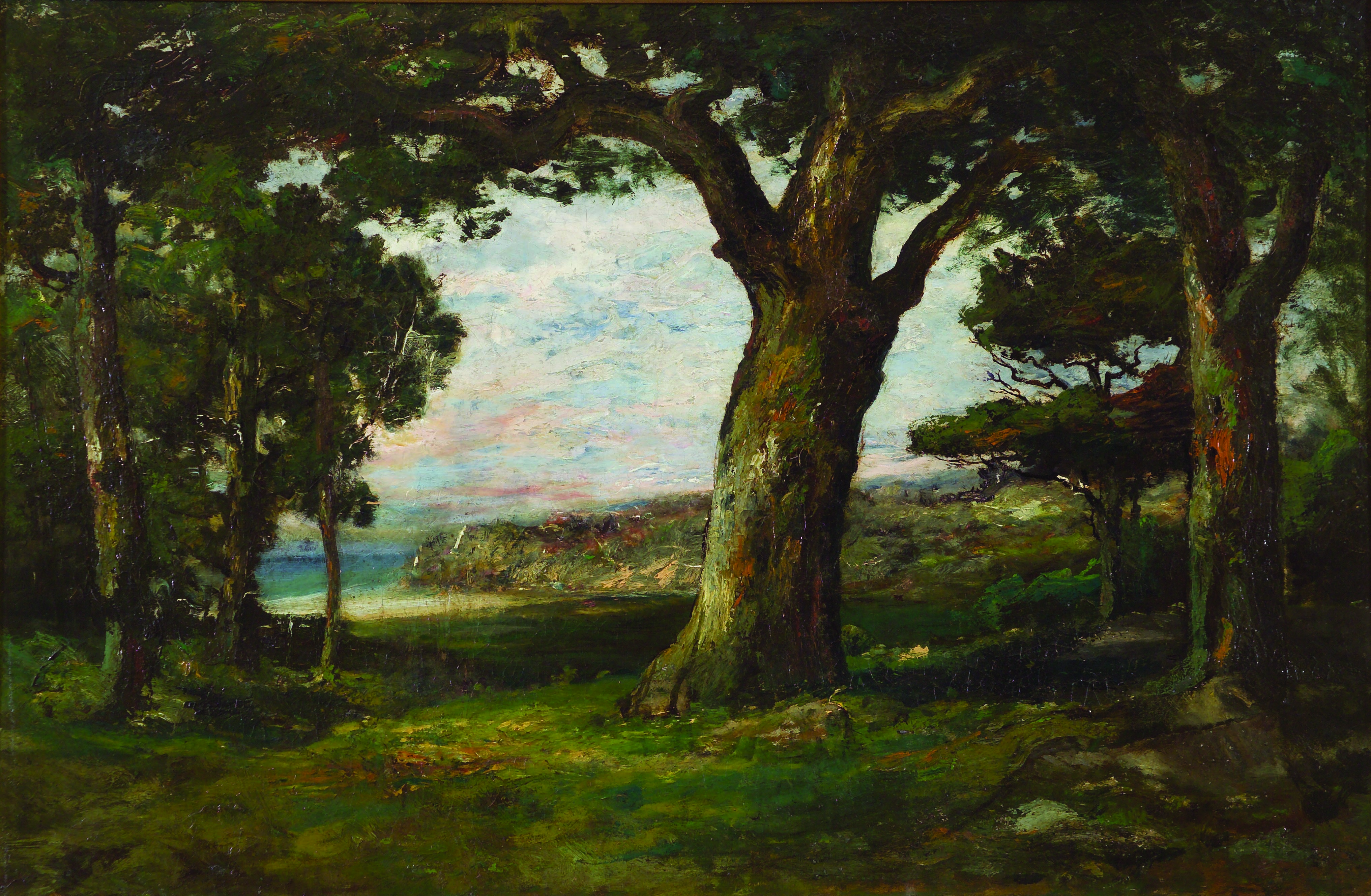
Maria a’Becket: Monarch of the glen

Maria a’Becket, eigentlich Maria J. C. à Becket (* 7. Juli 1839 in Portland, Maine; † 7. September 1904 in New York City) war eine amerikanische Malerin, die der American Barbizon School zugerechnet wird.

## Leben
Maria Graves Beckett wurde als Tochter des Apothekers und autodidaktischen Landschaftsmalers Charles Beckett geboren. Er war der erste in Portland geborene Künstler, der in der Landschaftsmalerei erfolgreich war und zwischen 1847 und 1850 in der American Art Union ausstellte. Das künstlerische Umfeld ihres Vaters prägte Maria von klein auf. Gemeinsam illustrierten sie Werbematerial für die Eisenbahngesellschaft ihres Onkels. 1866 zerstörte ein verheerender Brand in Portland das Haus und die Apotheke der Familie und führte zum Tod des Vaters. Daraufhin konvertierten Maria, ihre Mutter und ihr Bruder John zum Katholizismus und änderten ihren Familiennamen in a’Becket nach dem mittelalterlichen Märtyrer Thomas Becket.
Maria a’Becket war eine der ersten amerikanischen Künstlerinnen, die bei Vertretern der Schule von Barbizon studierte, die für ihre Darstellungen ländlicher Szenen bekannt waren. Sie nahm Unterricht bei William Morris Hunt in Boston, der die Barbizon-Malerei in den USA förderte. Später studierte sie bei Charles-François Daubigny in Frankreich, einem führenden Vertreter der Schule von Barbizon. Daubigny hatte großen Einfluss auf ihren Malstil, insbesondere auf ihre Maltechnik und ihre Farbpalette.
In den 1880er Jahren lebte Maria a’Becket mit der Künstlerin Bertha Von Hillern in einer Hütte in Virginia, wo sie die ländliche Umgebung malerisch festhielt. Später zog sie nach New York und bezog ein Atelier im Tenth Street Studio Building. Sie stellte ihre Werke in renommierten Institutionen wie dem Museum of Fine Arts, Boston, der American Art Union, der Pennsylvania Academy of the Fine Arts und der National Academy of Design aus. In den 1890er Jahren war sie Artist-in-Residence im Ponce de Leon Hotel in St. Augustine, Florida, wo sie ihre Werke verkaufte. Henry Flagler erwarb mindestens zwei ihrer Gemälde, die heute im Flagler College ausgestellt sind. Maria a’Becket starb am 7. September 1904 in New York an Herzversagen.